# Campionato mondiale di hockey su ghiaccio 1977
Il campionato mondiale di hockey su ghiaccio 1977 (44ª edizione) si è svolto dal 21 aprile all'8 maggio 1977 in Austria, in particolare nella città di Vienna. Esso è stato considerato anche come campionato europeo, alla sua 55ª edizione.
Vi hanno partecipato otto rappresentative nazionali. A trionfare è stata la nazionale cecoslovacca.

## Nazionali partecipanti
- Svezia
- Unione Sovietica
- Cecoslovacchia
- Canada
- Finlandia
- Stati Uniti
- Germania Ovest
- Romania

## Podio
| Pos. | Squadra          |
| ---- | ---------------- |
| 1°   | Cecoslovacchia   |
| 2°   | Svezia           |
| 3°   | Unione Sovietica |